# Rabia ibne Cabe
Rabia ibne Cabe Alaslami (em árabe: Rabiah ibn Kab al-Aslami) foi um árabe dos aslamidas e um dos companheiros (sahaba) do profeta Maomé (r. 571–632). Converteu-se precocemente ao Islamismo e solicitou a Maomé que fosse seu servo e o acompanhasse. Se sabe que viveu no Sufá da Mesquita do Profeta de Medina.